# Marisa Manchado
Marisa Manchado (Madrid, 7 juillet 1956) est une compositrice de musique classique et professeure espagnole. Elle a été sous-directrice générale de musique et de danse de l'Instituto Nacional de las Artes Escénicas y de la Música (es) (INAEM).

## Biographie
Après ses études au Conservatoire royal supérieur de musique de Madrid sous la direction de Carmelo Bernaola, elle approfondit sa formation avec Antón García Avril, Luis de Pablo, Brian Ferneyhough et Olivier Messiaen.
Parmi ses œuvres figurent deux opéras : El cristal de agua fría (Le verre d'eau froide), sous  livret de Rose Montero, et Escenas de la vida cotidiana (Scènes de la vie quotidienne), créés au Festival d'Automne de Madrid. Par ailleurs, elle travaille à un troisième opéra, sur La Regenta, de Leopoldo Ailes Clarín, sous livret de Amelia Valcárcel.
Son concert pour basson et orchestre Notas para la paz (Notes pour la paix), composé sur commande de l'Orchestre National d'Espagne et avec Enrique Abargues en tant que soliste, est créé le 27 avril 2012 à Madrid sous la baguette de chef d'orchestre du directeur japonais Kazushi Ono,.